# A Pattern Language
A Pattern Language: Towns, Buildings, Construction è un saggio di architettura e urbanistica pubblicato nel 1977 da Christopher Alexander, Sara Ishikawa e Murray Silverstein, appartenenti al Center for Environmental Structure di Berkeley in California.
Venticinque anni dopo la sua pubblicazione è considerato ancora come uno dei maggiori bestseller d'architettura.
Il libro illustra un nuovo linguaggio, che gli autori chiamano un "pattern language" derivato dalle entità atemporali chiamati pattern. Come loro scrivono a pagina xxxv dell'introduzione: "Tutti i 253 pattern insieme formano un linguaggio". I pattern descrivono un problema e poi offrono una soluzione. In questo modo gli autori intendono dare alle persone comuni, non solo ai professionisti, un modo di lavorare con i loro vicini per migliorare una città o un quartiere, progettare una casa per sé o lavorare con colleghi per progettare un ufficio, un'officina o un edificio pubblico come una scuola.
Esso comprende 253 modelli, per esempio: La Comunità di 7000 (modello 12) distribuito su di un trattamento di diverse pagine; la pagina 71 dichiara: "Le persone non hanno voce in vigore in qualsiasi comunità con oltre 5.000-10.000 persone. È scritto come un insieme di problemi e soluzioni documentate. Questa è una forma che un teorico matematico o scienziato informatico potrebbe chiamare una grammatica generativa.
I libri della serie sono:
- The Timeless Way of Building (volume 1);
- A Pattern Language: Towns, Buildings, Construction (volume 2)[2];
- The Oregon Experiment (volume 3).